# Даная
 Тази статия е за митологичния персонаж.  За картината вижте Даная (Рембранд ван Рейн).  
Даная (на гръцки: Δανάη) в древногръцката митология е дъщеря на царя на Аргос – Акрисий и неговата съпруга Евридика.
Когато Акрисий питал делфийския оракул дали ще има син, той му отвърнал, че няма да има, но дъщеря му ще роди син, който ще го убие. Акрисий се върнал в Аргос и заключил в подземията на двореца си Даная, за да не роди тя син. Зевс се влюбил в Даная, превърнал се в дъжд и след като Даная приела дъжда, той възвръщайки образа си, се съединил с нея. От този съюз Даная родила Персей.

## В античната литература
Митът за Даная е активно използван от атинските драматурзи. В частност, Есхил му посвещава трагедиите „Форкис“ и „Полидект“, сатирната драма „Рибари“, Софокъл – трагедиите „Акрисий“ и „Даная“, Еврипид – трагедията „Даная“.

## Иконография

### В античното изкуство
Най-ранните изображения на този сюжет са достигнали до нас върху вази от Древна Атина, датиращи от времето на Есхил; вероятно е този сюжет да е дошъл във вазовата живопис от театъра. Така върху кратер на майстор на име Триптолем (ок. 490 г. пр.н.е.), съхраняван в Ермитажа, Даная, която излегната на ложе оправя косата си, е изобразена облечена. На обратната страна на тази ваза е изобразена Даная, държаща бебето Персей в ръцете си, докато Акрисий ѝ заповядва да влезе в сандък, по който дърводелец все още извършва довършителни дейности. Драматизмът на тези сцени и жестовете на участниците подсказват, че те изобразяват фрагменти от театрално представление. На сандъка, в който трябва да се напъха Даная, се виждат отвори, оставени за дишане на актьорите.
Примери за антична вазопис и стенописи от Помпей с тази тема са оцелели и до днес. В Древна Гърция и Рим никога не е имало скулптурни изображения на Даная, поне не са оцелели доказателства, че изобщо е имало такива. Не е било обичайно и тя да е изобразявана гола. В късноантичното изкуство обаче се появява друга Даная. Вече не персонаж от високата драма, а проститутка, разголваща тялото си заради дъжд от златни монети, изсипващи се върху нея.

### В изкуството на европейското Средновековие
В средновековната илюстрация Даная се появява като символ на целомъдрието, нейното чудотворно зачатие се тълкува като непорочно, предшественик на Благовещение.
В една от илюстрациите към „Хипнеротомахия Полифили“ Даная може да се види в колесница, теглена от еднорози, митични същества, символизиращи целомъдрието.
Даная често е изобразявана в кула, тъй като така римските поети Овидий и Хораций са описвали мястото, в което е била затворена. Такава Даная виждаме в илюстрацията към книгата на доминиканския монах Франциск дьо Рец „De generatione Christi, sive defensorium inviolatae castitatis“ (1447–1448), която развива християнска интерпретация на нейния образ. Даная, със скръстени ръце и прикриваща гърдите си (в поза, в която често е изобразявана Дева Мария), протяга ръка от прозореца на средновековна кула към антропоморфното слънце. Тук златният дъжд е заменен от слънчеви лъчи, символ на божествената любов.

### В ренесансовото изкуство
Живописната традиция за изобразяване на Даная и златния дъжд започва с картина на холандския художник Ян Госарт от 1527 г. Въпреки нехарактерната за Средновековието чувственост на това платно, Госарт, следвайки дьо Рец и други средновековни автори, вижда Даная като въплъщение на целомъдрието.
Така че много историци на изкуството сравняват тази фигура на Даная с фигурата на Дева Мария от друга картина на Госарт, „Евангелист Лука рисува портрет на Дева Мария“, отбелязвайки, че и двете женски фигури са седнали на земята и са облечени в сини наметала, а всяка от тях има по една разголена гърда.
Въпреки това, един от пионерите на съвременната иконография и автор на първия труд върху иконографията на Даная, Ервин Панофски, свързва визията на Госарт за Даная не толкова с алегорията на Дева Мария, колкото със средновековната адаптация на „Метаморфози“ на Овидий – и смята неговата „Даная“ не толкова за олицетворение не на християнското целомъдрие, а на близкия до него древноримски морален принцип.. Сравнявайки двете картини на Госарт, лесно е да се забележи еротизмът на последната: изразен по-специално в голите колене и наметалото, изхлузващо се от раменете. В сравнение със средновековните изображения на Даная, дори тази степен на голота изглежда повече от смела.
Както и да е, лесно е да се забележи контрастът между „Даная“ на Госарт и голите фигури, лежащи в постеля, в по-късни картини на Кореджо и Тициан. Тук личността на Даная се разглежда в светлината на съвсем различно разбиране на легендата за нея. Дори Августин от Хипон, следвайки късноантичните художници, които виждат в златния дъжд не предимно чудо, а златни монети – пари, а в Даная – блудница, разголила се заради тях, описва случилото се с нея като падение, извършено заради златото. Бокачо също описва Даная грешницата, а не Даная праведницата.
Въпреки всички разлики обаче, съществува известно сходство и приемственост между картината на Госарт и „Даная“ на Кореджо, нарисувана четири години по-късно (въпреки че художниците очевидно са работили, без да знаят нищо един за друг). Това се забелязва например по известно сходство в позата, ъгъла, под който Даная на Кореджо е полуседнала спрямо зрителите и стаята. Ако обърнем внимание на гледката от прозореца, ще видим, че художникът не е скъсал напълно със средновековната традиция Даная да се поставя в кула. Тази картина, наред с друг еротично-митологичен сюжет от Кореджо, „Леда и лебедът“, платно, нарисувано година по-късно, превръща женската голота в изображение, приемливо за живописта.
- „Даная“ на Тициан, 1545—1546 (Национален музей „Каподимонте“, Неапол)
- „Даная“ на Тициан, 1553–1554 (Музей Прадо, Мадрид)
- „Даная“ на Тициан, 1553–1554 (Ермитаж, Санкт Петербург)
- „Даная“ на Тициан, 1564 (Музей на историята на изкуството, Виена)

- „Даная“ на Антонио да Кореджо, ок. 1531 (Галерия Боргезе, Рим)
- „Даная“ на Тинторето, ок. 1570 (Лионски музей за изящни изкуства)
- „Даная, приемаща Юпитер под формата на златен дъжд“ на Хендрик Голциус, 1603 (Художествен музей на област Лос Анджелис)
- „Даная“ на Артемизия Джентилески, ок. 1612 (Художествен музей на Сейнт Луис)
- „Даная“ на Орацио Джентилески, 1621 (Гети център)
- „Даная“ на Жак Бланшар, 1631–1633 (Лионски музей за изящни изкуства)
- „Даная“ на Рембранд, 1636–1647 (Ермитаж, Санкт Петербург)
- „Даная“ на Якоб ван Лоо, 1655–1660

### В изкуството на Новото време
- „Даная“ на Джовани Батиста Тиеполо, 1736 (Музейна колекция на Стокхолмския университет)
- „Даная“ на Жан-Батист-Мари Пиер, 18. век (частна колекция)
- „Даная и сипещия се златен дъжд“ на Адолф Улрик Вертмюлер, 1787 (Национален музей на Швеция, Стокхолм)
- „Даная“ на Александър-Жак Шантрон, 1891 (Музей за изящни изкуства на Рен)
- „Даная“ на Джон Уилям Уотърхаус, 1892 (изгубена)
- „Даная“ на Каролюс-Дюран, ок. 1900 (Художествен музей на Бордо)
- „Даная“ на Густав Климт, 1907–1908 (Виена)
- „Даная“ на Егон Шиле, 1909 (неизвестно местонахождение)

## В музиката
През 1940 г. Рихард Щраус композира операта „Любовта на Даная“ (на немски: Die Liebe der Danae). Генералната репетиция се състои през 1944 г., а официалната премиера – през 1952 г.